# Flo Mounier
Flo Mounier, właśc. Florent Mounier (ur. 29 czerwca 1974) – francuski perkusista i wokalista. W wieku 7 lat wraz z rodziną wyemigrował do Chicago w Stanach Zjednoczonych. Następnie w wieku 14 lat przeprowadził się do Montrealu w Kanadzie.
Mounier działalność artystyczną rozpoczął w 1988 roku w zespole Necrosis. W 1992 roku formacja przyjęła nazwę Cryptopsy. Wraz z zespołem nagrał m.in. sześć albumów studyjnych: Blasphemy Made Flesh (1994), None So Vile (1996), Whisper Supremacy (1998), …And Then You'll Beg (2000), Once Was Not (2005) oraz The Unspoken King (2008). W 2010 roku dołączył do zespołu Temple of Thieves. Tego samego roku Mounier powołał projekt Digital Doomzday.
W 2011 roku wraz z norweskim gitarzystą Rune Eriksenem i amerykańskim basistą Steve'em Tuckerem nawiązał współpracę z egipskim artystą Nader Sadkiem. Debiutancki album projektu sygnowanego jako Nader Sadek pt. In the Flesh ukazał się 16 maja 2011 roku nakładem wytwórni muzycznej Season of Mist. W 2015 roku muzyk opuścił skład zespołu.
Mounier jest enodorserem firm: Sabian, Vic Firth, Remo, Roland i Pearl. Styl gry perkusisty jest inspirowany m.in. jazzem i muzyką latynoską. W 2005 roku ukazało się instruktażowe DVD muzyka pt. Extreme Metal Drumming 101.

## Nagrody i wyróżnienia
- 2006 Nominacja do nagrody The Indies w kategorii "Favorite Metal Artist/Group" (wraz z Cryptopsy)[12]